# Kepa Sojo
Kepa Inazio Sojo Gil, conocido como Kepa Sojo (Llodio, Álava, País Vasco, 1968), es un director de cine, guionista e historiador de cine.  (UPV/EHU).

## Biografía
Kepa Sojo es Doctor en Historia del Cine por la Universidad del País Vasco UPV/EHU, Licenciado en Geografía e Historia (especialidad de Historia del Arte) por la misma universidad y Especialista en Historia y Estética de la cinematografía por la Universidad de Valladolid. Es Profesor Titular de Historia del cine en la Facultad de Letras de la UPV/EHU en Vitoria desde 1999. Compagina sus clases en el Grado de Historia del Arte de la citada facultad, con docencia en los Masters de Conservación y Exhibición en Arte Contemporáneo (CYXAC), y Master en Arte Contemporáneo Tecnológico y Performativo (ACTP), ambos en la Facultad de Bellas Artes de Leioa, de la UPV/EHU. 
Desde 2021 codirige ICOFF-Gasteiz, el Festival Internacional de Cortometrajes de la capital de Euskadi. Desde el año 2005 hasta 2007, fue miembro del comité organizador del Festival del Nuevo Cine Europeo de Vitoria (NEFF); y desde 2007 hasta 2016, ejerció como director del Festival de cine Vasco de Amurrio, también llamado Begibistan. Desde 2009 a 2020 codirigió el Fesrival Cortada, de Vitoria.
Como cineasta ha realizado dos largometrajes: La pequeña Suiza (2019), y El síndrome de Svensson (2006), ganadora del Premio del público en Abycine, así como cinco cortometrajes entre los que destacan Loco con ballesta (2013), nominado a los Premios Goya de 2015, Hileta (2016), Premio Augusto en el Festival de Zaragoza, y Khuruf (2018), premio Movistar + a Proyecto del Festival de Cine de Gijón. Con sus trabajos audiovisuales ha obtenido cerca de 80 premios en certámenes como Cortogenia, FIBABC, Aguilar de Campoo, Medina del Campo, Peñíscola, ZINEBI, Tarazona, Astorga, Soria, así como más de 350 selecciones en festivales nacionales e internacionales. También ha dirigido una serie televisiva de 13 episodios para ETB titulada Platos sucios (2000).
Es miembro de la Academia de las Artes y las Ciencias Cinematográficas de España, de la Plataforma de Nuevos Realizadores (P.N.R.), así como de la Real Sociedad Bascongada de los Amigos del País.

## Filmografía

### Películas
| Año  | Título                  | Función             |
| ---- | ----------------------- | ------------------- |
| 2019 | La pequeña Suiza        | Director, guionista |
| 2006 | El síndrome de Svensson | Director, guionista |

### Cortometrajes
| Año  | Título                                      | Función                                           |
| ---- | ------------------------------------------- | ------------------------------------------------- |
| 2018 | Khuruf                                      | Director y guionista                              |
| 2017 | Ronda de poniente                           | Director y guionista. Codirigido con Sonia Pacios |
| 2016 | Hileta                                      | Director y guionista                              |
| 2013 | Loco con ballesta                           | Director y guionista                              |
| 2003 | Cuando puedas                               | Director, guionista y productor                   |
| 2002 | Looking for Chencho                         | Director, guionista y productor                   |
| 1997 | 100 maneras de hacer el pollo al txilindrón | Director, guionista, actor y productor            |

### Televisión
| Año  | Título        | Función  |
| ---- | ------------- | -------- |
| 2000 | Platos sucios | Director |

## Premios y nominaciones

### Loco con ballesta(2013)
- XVI Semana de Cine de Medina del Campo (Valladolid): Premio de la juventud al Mejor Cortometraje.
- HUHEZINEMA 2013. 6º  Euskal Film Laburren Jaialdia. Arechavaleta (Guipúzcoa): Premio del público.
- AVILACINE. 2º Festival Nacional de Cortometrajes Ciudad de Ávila: Premio al Mejor Actor (Karra Elejalde).
- 14 Festival Internacional de Cortometrajes de Torrelavega (Cantabria): Premio al Mejor Cortometraje de Comedia.
- 7è Festival de Curtmetratges "Lo Cercacurts". Montornés de Segarra (Lérida): Premio al Mejor Cortometraje de Temática Rural y Premio del público.
- IV Festival de Cortos "KORTERRAZA". Vitoria: Segundo premio del jurado y Premio del público.
- XII Certamen de Cortometrajes "El Pecado" de Llerena (Badajoz): Premio "Antonio Gallardo" al Mejor Cortometraje de Humor.
- XVI Festival de Cine Ciudad de Astorga (León): Premio del público y Premio al Mejor Actor (Karra Elejalde).
- 15 OCTUBRE CORTO. Festival de Cine de Arnedo (La Rioja): Premio del público.
- XVI Certamen Nacional de Cortos AULA 18. San Martín del Rey Aurelio (Asturias): Tercer premio.
- 55 ZINEBI. Festival Internacional de Cine Documental y Cortometraje de Bilbao: Premio del público y Premio de la SGAE y Asociación de Guionistas de Euskal Herría al Mejor Guion Vasco.
- 25 Festival Internacional de Cine de Aguilar de Campóo (Palencia): Premio del público panorama.
- CORTOGENIA 2013. XIV Temporada de Estrenos de Cortometrajes. Cine Capitol (Madrid): Primer premio CORTOGENIA 2013 y Mejor Dirección de Producción (Sonia Pacios).
- CORTOCINEMA PISTOIA (Italia): Menzione Speciale al Miglior Film de la Sezione Paesaggi.
- 30 Semana del Cine Vasco. Vitoria: Premio del público al Mejor Cortometraje.
- 8 Festival Internacional de Cine de Sax (Alicante): Premio del público al Mejor Cortometraje.
- 33 ENKARZINE. Zalla (Vizcaya): Premio del público al Mejor Cortometraje.
- V Edición del Festival Iberoamericano de Cortometrajes (FIBABC): Premio del jurado al Mejor Cortometraje.
- XIV Gau Laburra Beasáin (Guipúzcoa): Mejor Cortometraje.
- 29 Edición de los Premios Goya 2015: Nominado a Mejor Cortometraje de Ficción.
- 31 Semana del Cine Vasco. Vitoria: Premio "Uno de los nuestros" a Kepa Sojo.
- Diario El Correo. Premio alavés del mes de febrero de 2015 a Kepa Sojo.

### El síndrome de Svensson(2006)
- ABYCINE 2006. VIII Festival de Cine de Albacete: Premio del público.
- XXVII Mostra de Valencia. Cinema del Mediterrani: Premio a la Mejor Música (Fernando Velázquez)
- IX Festival Nacional de Cine de Zaragoza: Premio Proyección (Kepa Sojo)
- VI Festival Humor en Corto. Arrigorriaga (Vizcaya): Premio por una vida (Kepa Sojo)

### Cuando puedas(2003)
- III Certamen de Cortometrajes. Gau Laburra de Beasáin (Guipúzcoa): Premio del público.
- II Festival Internacional de Cortometrajes de Carmona (Sevilla): Premio especial del jurado.
- I Festival de Cortometrajes de Cieza (Murcia): Premio especial del jurado.
- VI Certamen Nacional de Cortometrajes de Antequera: Nominación a Mejor Actor (Fele Martínez).
- VIII Festival de Jóvenes Realizadores de Zaragoza: Nominación a Mejor Director (Kepa Sojo) y nominación a Mejor Montaje (Puy San Martín).
- XII Edición de los Premios del Cine Vasco: Nominado al Mejor Cortometraje Vasco de 2003.

### Looking for Chencho(2002)
- IV Festival Internacional de Cine de Vitoria: Premio del público.
- XIV Festival Internacional de Cinema de Comedia de Peñíscola: Premio "Samuel Bronston" al Mejor Cortometraje.
- IV Certamen de Curtmetratges "Ocular 2002". La Selva del Camp (Tarragona): Premio del público.
- IV Festival Internacional de Cortometrajes de Fuengirola: Premio al Mejor Guion.
- V Certamen Nacional de Cortometrajes "Ciudad de Astorga": Premio del público.
- II Mostra Nacional de Curtmetratges de la Baumann. Tarrasa (Barcelona): Segundo premio de Ficción.
- V Certamen Nacional de Cortometrajes de Antequera: Premio al Mejor Director (Kepa Sojo)
- VII Festival Internacional de Cine de Orense: Tercer premio del público.
- IX Festival de Vídeo Joven de Ciudad Real: Finalista en la Sección General Argumental.
- IV Festival de Jóvenes Realizadores de Soria: Mención especial del jurado.
- XIV Semana de Cine de Aguilar de Campóo (Palencia): Premio del jurado joven al Mejor Cortometraje.
- XI Edición de los Premios del País Vasco: Nominado a Mejor Cortometraje Vasco de 2002.
- I Certamen Audiovisual "THANATOS 2003" de Écija (Sevilla): Primer premio del jurado al Mejor Cortometraje.
- II Certamen Nacional de Cortometrajes de Avilés (Asturias): Primer premio del jurado al Mejor Cortometraje.
- I Festival de Cortometrajes de Andújar (Jaén): Premio a la Mejor banda sonora original y Premio al Mejor Guion.
- V Festival Internacional de Cine Inédito de Islantilla (Huelva): Premio del público.

### 100 maneras de hacer el pollo al txilindrón(1997)
- XXIII Festival de Cine Iberoamericano de Huelva: Tercer premio del público.
- IX Semana de Cine de Aguilar de Campóo (Palencia): Premio del jurado joven al Mejor Cortometraje.
- ACTUAL’98 de Logroño: Premio del público al Mejor Cortometraje.
- VI edición de los Premios del Cine Vasco: Mejor Cortometraje Vasco de 1997.
- XIV Semana de Cine Vasco de Vitoria: Premio del público al Mejor Cortometraje.
- XI Semana de Cine de Medina del Campo (Valladolid): Premio de la juventud al Mejor Cortometraje y Mención especial del jurado.
- Festival ZEMOS 98. El Viso de Alcor (Sevilla): Premio especial del jurado.

## Publicaciones como historiador del cine

### Libros
- La imagen translúcida en los mundos hispánicos. Con Gautreau, M., Peyraga, P. y Peña, C. (Villeurbanne, Orbis Tertius, 2016) 622 pp.
- El verdugo. Guía para ver y analizar. (Valencia, NAU, 2016) 160 pp.
- Americanos os recibimos con alegría. Una aproximación a Bienvenido Mister Marshall. (Madrid, Notorious, 2009) 400 pp.
- Sobre el cine belga. Entre flamencos y valones. (NEFF y Diputación Foral de Álava, 2008) 192 pp.
- Compositores vascos de cine. (NEFF y Diputación Foral de Álava, 2007) 304 pp.
- Sobre el cine alemán. De Weimar a la caída del muro. (NEFF y Diputación Foral de Álava, 2006) 124 pp.

### Capítulos de Libro
- "El otro lado del espejo. Estados Unidos y el cine vasco". Con De Pablo, S. En Bridge/Zubia. Imágenes de la relación cultural entre el País Vasco y Estados Unidos. (Ed. Iberoamericana/Vervuert, Madrid 2019) pp. 311-338
- "Humor en el cine del franquismo. El cine de Berlanga". En Saber reírse. El humor en la Antigüedad hasta nuestros días. (Ed. Liceus, Madrid 2014) pp. 263-286
- "Shanghai. Entre el exotismo de los años 30 y la mirada al futuro". En Ciudades de cine (Ed. Cátedra, Madrid 2014). pp. 363-371
- “La censure dans le cinéma espagnol du franquisme. Le cas de Los jueves, milagro (1957), de Berlanga”. En Censures et manipulations dans les mondes iberique et latino-americain. (Ed. PUFR. Universidad de Tours, 2013). pp. 175-192.
- “Breves reflexiones sobre el cine de romanos”. En El cine de romanos en el siglo XXI. (UPV/EHU, Vitoria, 2012). pp. 11-16.
- “Bienvenido Mister Marshall película fundamental del cine español”. En Luis G. Berlanga: De Villar del río a Tombuctú. (Universidad Complutense de Madrid, 2012). pp. 80-109.
- “Mister Marshall en Egipto. La visita del señor presidente y su relación con la película de Berlanga. En El cine de Luis García Berlanga, transmisor e interpretador de la Historia social de España. (Ciudad de la Luz, Alicante, 2011). pp. 34-48.
- “El Camino de Santiago en el cine”. En El Camino de Santiago y el cine en las aulas. (Universidad de León, 2010). pp. 65-83.
- “La vaquilla (L. G. Berlanga, 1985). Desacralización de la guerra y regreso al medio rural”. En Profundidad de campo. Más de un siglo de cine rural en España. (Ed. Luces de Gálibo, Gerona, 2010). pp. 177-196.
- “El cine historicista del primer franquismo y su relación con la decimonónica pintura de historia: El caso del plano final de Locura de amor (1948)”. En Estudios de Historia del arte en memoria de la profesora Micaela Portilla. (UPV/EHU, Vitoria, 2008). pp. 471-478.
- “Stalin: El dictador de acero”. En Dictadores en el cine. La muerte como espectáculo. (Diputación de Málaga, 2007). pp. 235-285.
- “Repercusión internacional del cine de Berlanga”. En La atalaya en la tormenta: El cine de Luis García Berlanga. (Festival de cine de Orense, 2005). pp. 35-50.
- “De aquí y de allá. Antecedentes y consecuentes (de Bienvenido Mister Marshall)". En Bienvenido Mister Marshall... 50 años después. (IVAC, Valencia, 2004). pp. 99-124.
- “La posguerra vista por Luis García Berlanga”. En La historia a través del cine. Europa del este y la caída del muro. El franquismo. (UPV/EHU, Vitoria, 2000). pp. 57-80.
- “Otras manifestaciones cinematográficas”. En Los cineastas. Historia del cine en Euskal Herria. (Fundación Sancho el Sabio, Vitoria, 1998). pp. 303-330.
- “La importancia del guion en Bienvenido Mister Marshall (1952)”. Aportaciones de Bardem, Berlanga y Mihura. En Relaciones entre el cine y la literatura. el guion. (Universidad de Alicante, 1997). pp. 57-65.

### Revistas Indexadas Nacionales (ERIH, RESH, INRECS, MIAR)
- “Éxodo rural y emigración al Madrid de los cincuenta. El caso de Surcos (1951), de José Antonio Nieves Conde.” Quaderns de cine, Vol: 6, 2011. pp. 103-113.
- “La comedia rural española de los cincuenta como consecuente de Bienvenido Mister Marshall (1952)”. Latente, Vol: 7, 2011. pp. 41-59.
- “La nueva imagen de los Estados Unidos en el cine español de los cincuenta tras el Pacto de Madrid (1953)”. Ars Bilduma, Vol: 1, 2011. pp. 39-54.
- “Sobre el ideario regeneracionista en Bienvenido Mister Marshall y en el cine español de los años 50”. Film-Historia. Vol: 10, 2011.
- “En torno a Bienvenido Mister Marshall. ¿La película más importante del cine español?”. Latente, Vol: 8, 2011.
- “La llegada del cinematógrafo Lumière al País Vasco. El caso de Bilbao”. Bidebarrieta, Vol: 21, 2010. pp. 267-273.
- “Pecado, muerte y existencialismo en El séptimo sello (1957), de Ingmar Bergman. El problema divino en el cine nórdico. Clio & Crimen. Vol. 7, 2010.
- “La representación de la historia a través del cine. A propósito de Kingdom of heaven (El reino de los cielos, 2005), de Ridley Scott y las películas de cruzadas en la historia del séptimo arte”. Clio & crimen. Vol. 6, 2009.
- “Algunos apuntes sobre el concepto de cine vasco y su relación con la transición”. Quaderns de cine. Vol: 2, 2008. pp. 63-69
- “Entre la normalización de la lengua vasca y los rodajes cinematográficos. Otra manera de acercarse a la Historia del cine”. Latente. Vol: 6, 2008. pp. 80-85.
- “Der letzte mann (El último, 1924). Teatro de cámara filmado en la Alemania de los años veinte”. Cuadernos cinematográficos. Vol: 11, 2003. pp. 215-228.
- “Se vende un tranvía (1959) o el comienzo de la época dorada de Luis García Berlanga”. Cuadernos cinematográficos. Vol: 10, 1999. pp. 37-42.
- “Acerca de la existencia de un cine vasco actual”. Sancho el Sabio. Vol: 7, 1997. pp. 131-138.
- “Una versión egipcia de Bienvenido Mister Marshall. La visita del señor presidente”. Secuencias. Vol: 6, 1997. pp. 51-64.
- “La influencia del melodrama clásico en el cine de Almodóvar”. Cuadernos cinematográficos. Vol: 9, 1995. pp. 119-123.